# Jochen Carow
Jochen Carow (* 10. Februar 1944) ist ein ehemaliger deutscher Fußballspieler. In der höchsten Spielklasse des DDR-Fußballs, der Oberliga, spielte er für den BFC Dynamo.

## Sportliche Laufbahn

### Gemeinschafts- und Clubstationen
Carow spielte in der Saison 1962/63 für die Oberligareserve des SC Dynamo Berlin, dem er seit 1960 angehörte. 1963 ging er zur SG Dynamo Hohenschönhausen. Für die SG Dynamo Hohenschönhausen spielte Carow in der Saison 1963/64 in der zweitklassigen Liga. 1964 wechselte der 20-jährige Abwehrspieler Carow zur Oberligaelf des SC Dynamo Berlin, für die er in der Saison 1964/65 in der ostdeutschen Eliteliga debütierte und dabei insgesamt achtmal zum Einsatz kam. Dabei gelang Berlin als Zwölftplatzierter der Abschlusstabelle nur knapp der Klassenerhalt.
In der Saison 1965/66 gehörte Carow daraufhin mit 20 Einsätzen für den Ost-Berliner Club zu dessen Stammspielern, wobei die Fußballsektion des Clubs im Januar 1966 aus dem Sportclub herausgelöst wurde und fortan als Berliner Fußballclub Dynamo am Spielbetrieb der Oberliga teilnahm. Der BFC Dynamo geriet nach einem 9. Rang in der Saison 1965/66 in der Spielzeit 1966/67 in die Abstiegsränge und stieg schließlich als Vorletzter der Abschlusstabelle in die zweitklassige Liga ab. In dieser trug der gelernte Tischler in der Folgesaison 1967/68 mit 21 Einsätze zum sofortigen Wiederaufstieg des BFC bei.
Mit Abschlussplatzierungen im Mittelfeld der Tabelle etablierte sich der BFC in den Saisonen 1968/69, 1969/70 und 1970/71 in der Oberliga, wobei der 1,86 Meter große Carow in diesen Spielzeiten mit insgesamt 61 Einsätzen zu den Leistungsträgern in Berlins Defensive gehörte und mit dem Club schließlich auch das Finale des FDGB-Pokals 1970/71 erreichte. Ohne Carows Beteiligung unterlag der BFC in diesem zwar Dynamo Dresden mit 2:1 nach Verlängerung. Da Dresden als Meister der Oberliga aber in der Folgesaison im europäischen Landesmeisterpokal teilnahm, qualifizierten sich die Weinroten trotz der Finalniederlage für den Europapokal der Pokalsieger.
Während Carow daraufhin mit Berlin im Pokalsiegerwettbewerb 1971/72 bis ins Halbfinale vorstieß und dort am sowjetischen Vertreter Dynamo Moskau scheiterte, gelang in der Oberligasaison 1971/72 die Vizemeisterschaft der DDR, an der Carow mit 21 absolvierten Partien Anteil hatte. In jenem mit dem 2. Platz erreichten UEFA-Pokal 1972/73 erreichte Carow mit Berlin nochmals das Achtelfinale eines europäischen Wettbewerbs, im Oberligaspielbetrieb belegte seine Mannschaft von 1972/73 bis 1974/75 aber erneut nur Plätze im Mittelfeld. Dabei war Carow 1972/73 zu lediglich acht Einsätzen für den BFC gekommen, konnte während seiner 15 Einsätze in der Spielzeit 1973/74 allerdings sein einziges Oberliga-Tor erzielen. Nachdem er 1974/75 sechs Partien zu Saisonbeginn der Oberliga absolviert hatte, beendete Carow schließlich seine Karriere beim Berliner FC Dynamo, für den er 157 Einsätze in der höchsten sowie 21 Partien in der zweithöchsten Spielklasse der DDR bestritten hatte.

### Auswahleinsätze
Am 28. Mai 1966 bestritt Carow ein Länderspiel in der DDR-Nachwuchsnationalelf. In der Begegnung DDR gegen Niederlande, den die Ostdeutschen mit 3:1 in Dessau gewannen, stand er in der Startelf und spielte durch.
Durch seine guten Leistungen für den BFC national und international 1971/72 hatte Carow sich auch für die Nationalmannschaft der DDR empfehlen können, für die er am 31. Mai 1972 beim torlosen Unentschieden in Rostock gegen Uruguay sein einziges A-Länderspiel bestritt. Danach griff Nationaltrainer Georg Buschner wieder auf den robusteren Manfred Zapf als Libero zurück. Carow gehörte auch zum vorläufigen 23-köpfigen Aufgebot für die Olympischen Sommerspiele in München, musste aber letztendlich als einziger Spieler zu Hause bleiben.

### Erfolge
- DDR-Oberliga: 2. Platz 1971/72
- FDGB-Pokal: 2. Platz 1970/71